# Children's Corner
Children's Corner (littéralement « Le Coin des enfants » en anglais) est une suite de six pièces pour piano seul composée par Claude Debussy entre 1906 et 1908. Elle porte le numéro L 119a (anciennement L 113) dans le catalogue des œuvres de Debussy établi par François Lesure.

## Contexte historique
Le compositeur a dédié l'œuvre à sa fille alors âgée de trois ans, Claude-Emma (1905-1919), surnommée Chouchou : « À ma très chère Chouchou… avec les tendres excuses de son père pour ce qui va suivre ».

## Structure
Les six pièces sont respectivement intitulées :
1. Doctor Gradus ad Parnassum
2. Jimbo's Lullaby
3. Serenade for the Doll
4. The Snow is dancing
5. The little Shepherd
6. Golliwogg's Cakewalk

## Création et réception
Le recueil est publié en septembre 1908 par l'éditeur Durand et créé en décembre de la même année par Harold Bauer devant le Cercle musical à Paris. L’œuvre a rapidement connu un succès considérable, avec environ 20.000 exemplaires vendus pendant les dix années qui ont suivi la publication. Une orchestration en a été faite par André Caplet en 1910.
Après la mort de Debussy, survenue le 25 mars 1918, le pianiste Alfred Cortot la jouera en présence de sa fille. Celle-ci aurait alors déclaré : « Papa s'écoutait davantage »[réf. souhaitée]. Elle suivra son père dans la mort un an plus tard, victime de la diphtérie.

## Analyse
Bien que ces pièces soient souvent utilisées dans l'enseignement du piano, leur bonne exécution réclame une certaine maîtrise technique et ne sont pas conçues pour être jouées par des enfants.
Le titre en anglais du recueil et de cinq des six pièces s'explique notamment par le fait que la gouvernante chargée de l'éducation de la dédicataire Chouchou (fille du compositeur) était anglaise. Ces titres font référence à l'imaginaire enfantin avec notamment des allusions aux jouets de l'enfant.
La première pièce porte le nom latin Doctor Gradus ad Parnassum. C'est un pastiche de la série d'exercices pour le piano Gradus ad Parnassum composée par Muzio Clementi, ou peut-être du recueil de même titre de Carl Czerny. Debussy, plaisante à son sujet dans une lettre à son éditeur, la présentant comme une « gymnastique hygiénique et progressive ». En dehors d'un court passage central plus détendu en croches (si bémol majeur puis ré bémol majeur), l'essentiel de la pièce, marquée modérément animé, en do majeur, imite en doubles croches les figures répétitives des recueils d'exercices, pour aboutir à une coda marquée très animé.
Jimbo's Lullaby est traduite Berceuse des éléphants dans certaines éditions. Le nom Jimbo pourrait être une allusion au célèbre éléphant Jumbo. La pièce utilise beaucoup le grave du clavier ; son thème principal, assez modéré, est une berceuse à deux temps en si bémol majeur, en gamme pentatonique. L'épisode central évoque la berceuse populaire dodo, l'enfant do.
Serenade for the Doll (aussi appelée Serenade of the doll ou Sérénade à la poupée) a été composée avant le reste du recueil. À trois temps, allegretto ma non troppo, elle fait comme la précédente usage des gammes pentatoniques, mais utilise aussi des harmonies plus complexes. Debussy recommande d'utiliser la pédale una corda (sourdine) tout le long de la pièce.
La quatrième pièce, The snow is dancing (traduite La neige danse), est en fa majeur, à quatre temps, de tempo modérément animé. Elle présente des figures de doubles croches alternées aux deux mains, des rythmes superposés et des jeux de sonorité notoirement difficiles à interpréter.  À l'inverse, la cinquième et avant-dernière, The little Shepherd (Le petit berger), en la majeur, est une pièce courte et relativement facile d'accès.
La dernière est intitulée Golliwogg's Cakewalk. Le cake-walk est une danse d'origine afro-américaine, connue du public européen essentiellement via ses imitations par des artistes blancs dans des spectacles de music-hall, et golliwogg désigne une poupée noire en étoffe. Après une courte introduction rappelant les ragtimes de Scott Joplin (ou peut-être de John Phillip Sousa), est énoncé un thème syncopé (mesures 10 à 13 ci-dessous) :
Cette pièce de caractère très enjoué (allegro giusto) contient des citations moqueuses du leitmotiv au célèbre accord de l'opéra Tristan et Isolde de Wagner, un compositeur avec lequel Debussy entretenait un rapport ambivalent. Lors de la création de l’œuvre par Harold Bauer, la pièce fut accueillie par des rires. Constatant le succès de cette pièce, Debussy composera plus tard trois autres cake-walks pour piano : d'abord Le petit nègre pour une méthode de piano de Théodore Lack, puis, dans les Préludes, Minstrels et « Général Lavine » - Eccentric.